# Jonathan Prince
Jonathan Alexander Prince (* 16. August 1958 in Beverly Hills, Kalifornien) ist ein US-amerikanischer Schauspieler, Filmproduzent, Regisseur und Drehbuchautor.

## Leben
Prince besuchte die Beverly Hills High School und die Harvard University. Anfang der 1980er Jahre hatte er erste kleine Rollen in den Spielfilmen Halloween 2 und Die unglaubliche Geschichte der Mrs. K. Im selben Jahr erhielt er eine der Hauptrollen in der Serie Mr. Merlin, welche jedoch nach 22 Episoden eingestellt wurde. Nach Rollen in den Filmkomödien Die Superanmacher und Die Superaufreisser spielte er zwischen 1986 und 1988 eine der Hauptrollen in der Serie Throb. Nach einigen weiteren Gastrollen in verschiedenen Serien zog er sich 1994 aus der Schauspielerei zurück.
1988 war er Drehbuchautor und Koproduzent der George-Burns-Komödie Endlich wieder 18. Für die Serie Blossom schrieb er sechs Episodendrehbücher und produzierte einige Folgen. Zwischen 2008 und 2009 war er als Autor und Produzent an der von ihm entwickelten Serie The Cleaner beteiligt.
Prince ist geschieden, aus der Ehe mit Schauspielerin Julie Warner hat er einen Sohn.

## Filmografie (Auswahl)

### Als Schauspieler
- 1981: Halloween II – Das Grauen kehrt zurück
- 1981: Die unglaubliche Geschichte der Mrs. K.
- 1981: Mr. Merlin
- 1983: Die Superanmacher
- 1985: Die Superaufreisser
- 1986: Hotel
- 1990: Adam 12
- 1986: Throb
- 1991: L.A. Law – Staranwälte, Tricks, Prozesse
- 1992: Blossom
- 1994: Ferien total verrückt (1994)

### Als Drehbuchautor
- 1988: Endlich wieder 18 (18 Again!)
- 1991: Blossom
- 2000: Tausche Hollywood gegen Liebe
- 2008: The Cleaner
- 2019: American Soul

### Als Produzent
- 1988: Endlich wieder 18 (18 Again!)
- 1991: Blossom
- 1998: Jack die Traumfrau
- 2008: The Cleaner
- 2012: Supermoms
- 2019: American Soul

### Als Regisseur
- 1993: Blossom
- 1994: Ferien total verrückt
- 1998: Rude Awakening – Nur für Erwachsene!